# Trypetheliopsis
Trypetheliopsis är ett släkte av svampar. Trypetheliopsis ingår i familjen Monoblastiaceae, ordningen Pyrenulales, klassen Eurotiomycetes, divisionen sporsäcksvampar och riket svampar.
|                 | Musaespora                              |
|                 |                                         |
|                 | Anisomeridium                           |
|                 |                                         |
|                 | Acrocordia                              |
|                 |                                         |
|                 | Monoblastia                             |
|                 |                                         |
| Trypetheliopsis | \| \| Trypetheliopsis gigas \| \| \| \| |
|                 | \| \| Trypetheliopsis gigas \| \| \| \| |
|                 | Trypetheliopsis gigas                   |
|                 |                                         |

|  | Trypetheliopsis gigas |
|  |                       |